# Термаліто (Каліфорнія)
Термаліто (англ. Thermalito) — переписна місцевість (CDP) в США, в окрузі Б'ютт штату Каліфорнія. Населення — 7198 осіб (2020).

## Географія
Термаліто розташоване за координатами 39°30′32″ пн. ш. 121°36′4″ зх. д. / 39.50889° пн. ш. 121.60111° зх. д. (39.508933, -121.601116).  За даними Бюро перепису населення США в 2010 році переписна місцевість мала площу 33,33 км², з яких 32,90 км² — суходіл та 0,43 км² — водойми.

## Демографія
Згідно з переписом 2010 року, у переписній місцевості мешкало 6646 осіб у 2263 домогосподарствах у складі 1560 родин. Густота населення становила 199 осіб/км².  Було 2447 помешкань (73/км²).
Расовий склад населення:
| - 69,1 % — білих - 16,6 % — азіатів - 3,9 % — корінних американців - 0,9 % — чорних або афроамериканців - 0,6 % — вихідців з тихоокеанських островів - 4,1 % — осіб інших рас |

До двох чи більше рас належало 4,9 %. Частка іспаномовних становила 10,7 % від усіх жителів.
За віковим діапазоном населення розподілялося таким чином: 26,3 % — особи молодші 18 років, 58,7 % — особи у віці 18—64 років, 15,0 % — особи у віці 65 років та старші. Медіана віку мешканця становила 37,0 року. На 100 осіб жіночої статі у переписній місцевості припадало 100,4 чоловіків;  на 100 жінок у віці від 18 років та старших — 98,9 чоловіків також старших 18 років.
Середній дохід на одне домашнє господарство  становив 42 695 доларів США (медіана — 35 464), а середній дохід на одну сім'ю — 44 355 доларів (медіана — 35 611). Медіана доходів становила 31 458 доларів для чоловіків та 28 042 долари для жінок. За межею бідності перебувало 32,0 % осіб, у тому числі 38,5 % дітей у віці до 18 років та 9,8 % осіб у віці 65 років та старших.
Цивільне працевлаштоване населення становило 2001 осіб. Основні галузі зайнятості: освіта, охорона здоров'я та соціальна допомога — 25,7 %, мистецтво, розваги та відпочинок — 23,5 %, роздрібна торгівля — 13,9 %, науковці, спеціалісти, менеджери — 7,9 %.